# Белозерцев, Николай Александрович
Никола́й Алекса́ндрович Белозерцев (1910—1943) — старший сержант Рабоче-крестьянской Красной Армии, участник Великой Отечественной войны, Герой Советского Союза (1944).

## Биография
Родился в 1910 году в селе Большой Карай (ныне — Романовский район Саратовской области) в крестьянской семье. Рано лишился родителей, рос в детском доме в городе Балашов. С 1926 года работал в балашовской хлебопекарне, в 1933 году окончил рабфак в Саратове. Работал на Дальнем Востоке и на Урале. В 1941 году был призван на службу в Рабоче-крестьянскую Красную Армию. С июля 1941 года — на фронтах Великой Отечественной войны. Принимал участие в боях на Воронежском и Брянском фронтах, оборонительных сражениях кампании 1941 года, Курской битве. В 1942 году получил тяжёлое ранение. Отличился во время битвы на Курской дуге. К тому времени командовал взводом пешей разведки 955-го стрелкового полка 309-й стрелковой дивизии 40-й армии Воронежского фронта.
После оборонительных сражений полк Белозерцева принимал участие в общем контрнаступлении советских войск. В середине августа 1943 года он вышел к городу Лебедин Сумской области Украинской ССР. На одном из промежуточных рубежей, в роще Керосиновой, немецкие войска оказали ожесточённое сопротивление. Полк несколько раз атаковал сильно укреплённые позиции противника, усиленные артиллерийской батареей, но каждый раз с потерями был вынужден отойти на исходный рубеж. Ночью с 16 на 17 августа 1943 года вместе со своим взводом разведчиков скрытно перешёл линию фронта. Поручив старшине Рогожину уничтожить пулемётную точку противника, сам вместе с оставшимися бойцами напал на обслугу артиллерийской батареи. Сняв часовых, разведчики подорвали орудия и забросали гранатами блиндажи. Воспользовавшись замешательством немецких солдат, полк перешёл в контратаку и овладел рощей. В ходе боя взвод под его командованием уничтожил около 100 вражеских солдат и офицеров, захватил орудие, миномёт, 5 пулемётов и 4 пленных солдата и офицера.
30 августа 1943 года подорвался на немецкой мине, возвращаясь из ночного поиска. Похоронен в братской могиле в городе Лебедин.
Указом Президиума Верховного Совета СССР «О присвоении звания Героя Советского Союза генералам, офицерскому, сержантскому и рядовому составу Красной Армии» от 10 января 1944 года за «образцовое выполнение боевых заданий командования на фронте борьбы с немецко-фашистскими захватчиками и проявленные при этом отвагу и геройство» удостоен посмертно высокого звания Героя Советского Союза.

## Награды
- Был также награждён орденом Красного Знамени и рядом медалей[2].

## Память
- В честь Белозерцева в Балашове названы улица и школа-интернат.
- Памятник Белозерцеву был установлен в 1986 году в Балашове на выходе из Куйбышевского парка у перекрестка улиц Советская и Ленина рядом со школой интернатом, названной в честь Николая Александровича[4].
- Также в его честь названа улица в Лебедине[2].
- Мемориальная доска в память о Белозерцеве установлена Российским военно-историческим обществом на здании Большекарайской средней школы, где он учился.
- Является героем рассказа «Разведка боем» в книге «Возвращение к жизни» писателя Евгения Беломестнова[5].